# 恋のひらめき
「恋のひらめき」（Lightnin' Strikes）は、ルー・クリスティが1965年に発表したシングル。

## 概要
クリスティは15歳のとき、22歳年上のトゥワイラ・ハーバート（Twyla Herbert）という女性と知り合う。クリスティはハーバートと二人で曲を共作し、「The Gypsy Cried」（1962年）、「Two Faces Have I」（1963年）などヒット曲を順調に発表した。
「恋のひらめき」もクリスティとハーバートによって書かれた作品である。1965年9月3日、ニューヨークのオルムステッド・スタジオでレコーディングが行われ、ザ・デリケイツという女性ボーカルグループのメンバーがバッキング・ボーカルで参加した。スタン・フリーがピアノを弾き、バディ・ソルツマンがドラムズを担当した。編曲とプロデュースはチャーリー・カレロ。
1965年10月に発売され、翌1966年2月19日付のビルボード・Hot 100で1位を記録した。カナダでも1位、イギリスでは11位を記録し、1996年のビルボード年間チャートの23位を記録した。
デル・シャノンやジャン&ディーン、クラウス・ノミのカバー・バージョンがある。